# 劇場版 仮面ライダーアギト PROJECT G4
『劇場版 仮面ライダーアギト PROJECT G4』（げきじょうばん かめんライダーアギト プロジェクト ジーフォー）は、2001年9月22日より東映系で公開された、日本の映画作品。特撮テレビドラマ『仮面ライダーアギト』の劇場版にあたる。
平成仮面ライダーシリーズとしては初となる劇場版であり、同時に東映創立50周年記念作品・仮面ライダー生誕30周年記念作品でもある。
また、本作はソニーの「CineAlta」システムを使用して撮影されており、実写の劇場用中編商業映画としては世界初となるフィルムを使用せず全編HD1080/24Pによってハイビジョン撮影された、史上初のデジタルシネマ映画である。
同時上映は『劇場版 百獣戦隊ガオレンジャー 火の山、吼える』。
キャッチコピーは「いよいよ戦闘開始! 敵か?味方か? 最強の新ライダー登場。」。

## 概要
本作品は、仮面ライダーG3-X / 氷川誠と小沢澄子が物語の中心的存在となっており、テレビシリーズの初期オープニングにも1カットだけ文字で記述されていた、“G4システム”の秘話が明かされる外伝的な物語となっている。
仮面ライダー生誕30周年であることから、本郷猛 / 仮面ライダー1号を演じた藤岡弘が、警視総監役でゲスト出演したことで話題を呼んだ。警視総監の本名は公開されておらず、本郷猛 / 仮面ライダー1号を思わせる演出はスタッフの狙いだったとのことで、「この警視総監は本郷猛 / 仮面ライダー1号と思っていただいて結構です」と、公開当時の雑誌インタビューで答えている。
テレビシリーズに先駆けてアギト バーニング・シャイニングフォーム、エクシードギルスが登場している。
テレビではCSの東映チャンネル、パーフェクトチョイスで放映されたほか、2003年12月31日にはテレビ朝日の8時から9時25分（JST）の時間帯にて、地上波初放映された。

## ストーリー
自衛隊員が警備する超能力開発研究所をアンノウンの群体が突如襲撃。加原紗綾香と本木レイの二人だけを残して研究所は壊滅してしまう。紗綾香とレイはストリートチルドレンとなり懸命に生きていた。
その数か月後、警視庁G3ユニットに陸上自衛隊一等陸尉の深海理沙が研修生として配属される。彼女は小沢澄子が装着者を100パーセント死に至らしめる危険性から封印していた禁断の対アンノウン装備G4システムに関する極秘ファイルを入手し、さらにはG4システムと超能力者をリンクさせた究極の回避能力を得ようとするべく、次々と超能力者を“保護”しようとしていたのだ。
そして、暴走した深海の魔の手は、紗綾香を保護していた真魚へと及んだ。折しも、レイと街で知り合った葦原涼から深海理沙の居場所を聞いた津上翔一と氷川誠は、自衛隊のG4システム研究施設へ潜入する。

## 本作品オリジナルの登場人物
加原 紗綾香（）
予知能力を持つレベル1の超能力者。超能力開発研究所の生徒。12歳。超能力者でありながら、超能力を使用することに躊躇いを感じている。ピアノを弾くことが好き。両親は交通事故により亡くなっている。研究所を襲撃された後、しばらくはレイと流浪の生活を余儀なくされるが、高級レストランで無銭飲食をし、逃亡する際にレイとはぐれてしまう。レイを探して太一が通う小学校に来た時に、太一が道路に飛び出しトラックに撥ねられるという交通事故を予知して翔一と太一を助けたことで2人と知りあい、共に居候することになる。本来は自身がG4システムに組み込まれる予定であった。ところが、腕に付けていたシータ波を示すブレスレットを外し、真魚に渡してしまったことで、真魚が桁外れの力をもった超能力者であることを露呈させ、深海たちに攫われるきっかけを作ってしまう。戦いが終結した後、レイとともに新しい家族であるピアノ教師の家に引き取られ新しい生活を始めた。

本木 レイ（）
念動力（サイコキネシス）を持つレベル2の超能力者。超能力開発研究所の生徒。10歳。紗綾香同様、孤児である。研究所を襲撃された後、2人で無銭飲食をしようとして失敗、紗綾香とはぐれる。紗綾香と比べると、何かある度にすぐに超能力を使ってしまう傾向があるが恩義には報いる一面を持つ。その後数ヶ月は、紗綾香を探しつつも空腹やひもじさに止むに止まれず超能力で恐喝して生活していたが、アントロードに再び襲われかけたところを涼に救われ、行動を共にする。涼を介抱した時に、お礼に強奪した金で購入した弁当を差し出したが、涼に拒否されたのを機に恐喝をスッパリと辞め、路上で肩たたきのアルバイトを始める。闘いが終結した後、沙綾香とともに新しい家族に引き取られた。

深海 理沙（）
陸上自衛隊八王子駐屯地所属・一等陸尉。25歳。新装備の開発を担当しており、超能力者の育成・研究を目的としていたが、アンノウンによって研究所が壊滅した後は、国力の強化が急を要すると実感し、自衛隊の戦力および国防の要としてG4システムの量産、実用化・運用推進を決断する。国民の携帯電話にランダムに「ESPクイズ」サイトのメールを送りつけて超能力者を判別し、拉致まがいの手口で「保護」していた。彼女も彼女なりにこの国の未来を案じてはいるのだが、G4システムや国力の強化のために利用できるものは何でも利用し、人命を犠牲にすることは止むを得ないと思っている冷酷非道なマキャベリストで、小沢の思想を悪い方向に極めてしまったともいえる存在でもある。
新プロジェクションとしてESPシステムの生体ユニットとして組み込まれた真魚が、翔一の死を予知し、自我を取り戻したことによってESPシステムが変調を起こし、さらにG4のパワーダウンによりアンノウンの侵入を許してしまう大失態を犯す。G4システムを盲目的に心酔する一方で、人間の力を軽視したことが仇となった。最後は自我を失い指令室に侵入してきた多数のフォルミカ・ペデスに襲われ、誰にも届かぬ助けを乞い叫びながら喰い殺される。

水城 史朗（） / 仮面ライダーG4
陸上自衛隊八王子駐屯地所属・三等陸尉。35歳。2ヵ月前、超能力開発研究所の実験室の警護を担当していたが、アントロードの襲撃により為す術無く敗北する。負傷しながらも生還するが、これを切っ掛けに、人間の無力さを知り、死を背負うことで恐怖を振り払い、実力以上の力を発揮する、という極めて偏った思想を持つようになる。
その後、アンノウンを排除する力を得るため、死を覚悟した上でG4システムの装着員に志願するが、その覚悟を無理矢理拉致した真魚に対しても求めるなど危険な領域に踏み込んでいた。生きるために戦う決意をした氷川＝G3-Xと互いの信念をかけた決闘の最中、G4システムの負荷により死亡した。G4システムも直後の氷川の攻撃によって機能停止となった。

警視総監
正義感あふれる器の大きい人物で、G3ユニットが多少の無茶をやってのけても非難されないのは彼のおかげであり、深海の卑劣な妨害に遭った小沢を励まし、小沢の振る舞いにも目をつぶり、遠回しに彼女たちが真魚を救うためにG4基地に乗り込むのを許可した。また、氷川はもちろん、初対面で一民間人である翔一にも、期待の言葉をかけた。
作中では本名は明かされていないが、これは彼が本郷猛である可能性を仄めかすためである。

## 仮面ライダー
本作品オリジナルのG4についてのみ取り扱う。

### 仮面ライダーG4
正式名称、「第4世代型・対未確認生命体戦闘用強化外骨格および強化外筋システム（GENERATION-4）」。通称G4システム。劇中では水城史朗が装着する。警視庁の小沢澄子がG3の後継機としてG3と共に基本設計していた対未確認生命体用強化装甲服。実験中の些細な事故をきっかけにその危険性ゆえから設計段階で封印・破棄されていたが、深海理沙が尾室隆弘を利用して警視庁のデータバンクから破棄されず残っていた同システムの設計図を盗み出し、自衛隊で製作・完成された。
基本的なフォルムはG3とG3-Xに準じているが、基本カラーは黒で、複眼部ブルーアイザーの色はシアンである点や左胸部のエンブレムの差異などがG3ならびにG3-Xとは異なっている。また現場への出動に際しては陸上自衛隊の制式ヘリコプターであるベル 205Bを使用するため、バイクは配備されていない。
性能面は最新型であるG3-X以上で、武装面も強化型を使用しているため、アンノウンやアギトをも凌駕する戦闘能力を発揮する。しかしその反面、被装着員をAIが完全支配し、装着員の自由意志や運動能力、肉体限界を一切無視して常にその状況において最善とされる動作を行うため、使用を続けると身体への過度な負担で装着員は死亡するという危険性を有している。加えて装着員の死亡後もAIによりある程度行動でき、防衛を目的とした「装着者がスーツを操る」G3システムや「スーツと装着者が相互操作の関係にある」G3-Xシステムに対して、人間が操る装甲服という以上、人間を一つのパーツとみなして運用し、人間の限界を超えたパワーを引き出す攻撃を主とした非人道的なシステムとなっている。
また、新プロジェクションとして予知能力者の能力を研究応用したESPシステムとリンクさせることで時間をも超越し、敵の攻撃予測をすることが可能。しかし、この場合は負担は超能力者にもおよび、結果的に兵士よりも補充の難しい超能力者をも消耗品として扱う非人間的なシステムとなっている。さらにこのシステムの作動中は、超能力者の念波によってアンノウンが引き寄せられてしまうという欠点もある。事実このシステムを使用したことでアントロードの大群が自衛隊のG4基地を襲撃し、G4基地の人間のほとんどが殺されてしまう事態に陥っている。
- 頭部デザインは、石森プロの飯田浩司によるG3-Xの初期デザインを流用している[22]。
- 撮影用スーツは、アップ用・アクション用の2種類が用意された[23]。
- G3に比肩するバックグラウンドとして、トレーラーを使用するG3に対して、ヘリコプターを使用することとなった[24]。

武装
GM-01改四式
- 装弾数：72発

G3が使用しているGM-01のデータを元に開発されたG4専用の小型自動小銃。G3-X同様、右大腿部のアームズマウントに携行されており、背面には予備のマガジンが二つ備えられている。従来のGM-01はセミオート射撃（単射）機構しか搭載していなかったが、それに対してこのGM-01改四式はフルオート射撃（連射）が可能となっている。
各種弾丸もG3が使用していた物の強化型が使用され、外見こそ同じだが総合的にG3のGM-01を凌駕する攻撃力を持っている。
G4型強化体携行用多目的巡航ミサイル「ギガント」 
- 最大目標速度：450 m/秒
- 有効射程：4,000 m

低空・短距離用を目的として開発されたG4専用武装である対地4連装ミサイルランチャーで、上空を飛行しているヘリコプターから投下されて装備する。本体後部から伸びたケーブルをGバックル右側に装備されたコネクタウェポンアタッチメントポイントに接続し、発射用の電流を供給。バックルの左側のエナジーボリュームを捻ることで供給電圧を調整して電気信号を発してミサイルのロックを解除し、発射する。腰部に接続されたアクティブセンサーによって正確な射撃を可能としたロックオンした敵をどこまでも追う自動追尾式で、一発で数体のアンノウンを撃破できるほどの高い威力を誇る。

その他の登場作品
『仮面ライダーディケイド』
光夏海が夢で見た「ライダー大戦」にて、仮面ライダーディケイドに倒されたライダーたちの中に確認できる。
「アギトの世界」では、G4の機能に酷似したG3-Xのアップグレード用CPUチップであるG4チップが登場。
映画『仮面ライダー×仮面ライダー×仮面ライダー THE MOVIE 超・電王トリロジー EPISODE YELLOW お宝DEエンド・パイレーツ』
仮面ライダーディエンド・コンプリートフォームに召喚される形で登場。仮面ライダーG電王に向かってギガントを放つ。
『仮面ライダージオウ』
EP44にてスウォルツが変身したアナザーディケイドによって、アナザーワールドから召喚されたダークライダーの1人として登場。
グランドジオウとゲイツリバイブをギガントで攻撃した。

## アンノウン

### アントロード
グンタイアリに似た超越生命体。主に集団で行動する。いずれもテレビシリーズには登場しない、本作品オリジナルのアンノウンである。
後年制作された『仮面ライダーディケイド』のテレビシリーズでは、バッファローロード・タウルス・バリスタの配下、劇場作品の『オールライダー対大ショッカー』では大ショッカーの配下として登場。
- デザインを担当した出渕裕は最も気に入ったアンノウンに挙げている[29]。

アントロード フォルミカ・ペデス
互いの能力が低いため、それをカバーするために数百単位で行動する。土中を時速65キロで掘り進み、周囲30キロの範囲をカバーする超触覚を持つ。口から吐く強力な蟻酸で陸上にいる人間をまるで水中で溺死するように窒息死させる。また鋭い牙によって人間を骨まで一片も残さずに食い尽くすこともある。自衛隊が組織する超能力を持った子供たちの施設を襲撃し、多数の人間を殺害。
G3-Xやギルスと対峙した個体は一対一でもまともに戦えたが、以降の集団戦闘では仮面ライダーたちになす術もなく殲滅された。
- 名の意味：歩兵の蟻
- 『仮面ライダー』のショッカー戦闘員（黒戦闘員）を意識したキャラクター。
- スーツは10体造られ、画面上では合成によりさらに増やされている。

アントロード フォルミカ・エクエス
アントロードの行動隊長的な存在でボディが赤い上級怪人。フォルミカ・ペデス同様、蟻酸を吐くほか、怪力で、大鎌を操る。エクシードギルスのエクシードヒールクロウで倒された。
- 名の意味：騎士階級の蟻
- 『仮面ライダー』のショッカー赤戦闘員を意識したキャラクター。下士官のようなポジションとして黒い戦闘員の他に赤い戦闘員を入れ、赤戦闘員のように完全に赤にするのではなく、戦闘員であるというサインとして、黒の中に赤が入っている。

クィーンアントロード フォルミカ・レギア
女王アリに似た女王怪人で普段は地中の巣にいて集団を指図しているが強力な能力者の敵には自ら赴いて挑んでいく。三又の槍黄泉の鎲が武器。
ギルスの右腕を斬り裂き、アギト バーニングフォームにも優勢に戦ったが、アギト シャイニングフォームのシャイニングライダーキックで倒された。
- 名の意味：王族の蟻
- 修道女のようなイメージを入れ込んでSM武装シスターのようなところを狙っている。アリの眼は楕円形になっており、他のアントロードと差別化が図られている。

## キャスト
- 津上翔一 - 賀集利樹
- 氷川誠 - 要潤
- 葦原涼 - 友井雄亮
- 風谷真魚 - 秋山莉奈
- 水城史朗 - 唐渡亮
- 深海理沙 - 小沢真珠
- 加原紗綾香 - 木村茜
- 本木レイ - 大高力也
- 小沢澄子 - 藤田瞳子
- 北條透 - 山崎潤
- 沢木哲也 - 小川敦史
- 青年 - 羽緒レイ
- 河野浩司 - 田口主将
- 尾室隆弘 - 柴田明良
- 美杉太一 - 田辺季正
- 紗綾香の父[39][注釈 4] - うじきつよし（友情出演）
- 客[40][注釈 4] - 中村俊介（友情出演）
- 紗綾香の母[41][注釈 4] - 渡辺典子
- レストラン店長[注釈 4] - 阿南健治
- 教師A[42][注釈 4] - 中上ちか
- 警視庁幹部[注釈 4] - 加地健太郎、狩野謙、野口雅弘
- サラリーマン[注釈 4] - 朱源実
- 老人[注釈 4] - 歌澤寅右衛門
- 深海の部下[注釈 4] - 松林慎司、金子裕
- 芝崎昇
- 松浦健城
- 川屋せっちん
- 日下慎
- 千野象平
- 焼肉屋の店員[注釈 4] - 現代洋子
- 田村学
- 小林彩乃
- 警視総監[43][注釈 4] - 藤岡弘（特別出演）
- 美杉義彦 - 升毅

### 声の出演
- フォルミカ・レギア - 鶴ひろみ
- フォルミカ・エクエス - 柴本浩行
- フォルミカ・ペデス - 安井邦彦、塩野勝美、野村義男、寺沢功一、JOE（RIDER CHIPS）
- G4基地オペレーター[注釈 4] - 塩野勝美[44]

### スーツアクター
- アギト[6][45]、アントロード[46] - 高岩成二
- G3-X[6][47] - 伊藤慎
- ギルス[6][48]、アントロード・フォルミカエクエス[48] - 押川善文
- G4[出典 5]、アントロード[49] - 岡元次郎
- 藤榮史哉
- 矢部敬三
- 横山一敏
- 的場耕二
- 山本貴浩
- 岡田良治
- 渡邉昌宏[注釈 5]
- 永瀬尚希
- 森美昭
- 井殿雅和
- アントロード・フォルミカペデス[51] - 小倉敏博
- 武智健二
- 水谷健
- 林潔
- 益田康弘
- 佐々木俊宜[注釈 6]

## スタッフ
- 原作 - 石ノ森章太郎
- 脚本 - 井上敏樹
- 製作 - 福湯通夫（東映）、泊懋（東映アニメーション）、早河洋（テレビ朝日）
- 企画 - 上松道夫（テレビ朝日）、木村純一（テレビ朝日）、石井徹（東映ビデオ）、東聡（バンダイ）、河内進（アサツーディ・ケイ）、福中脩（東映エージエンシー）
- 音楽 - 佐橋俊彦
- 撮影 - 松村文雄、いのくままさお[52][注釈 1]
- キャラクターデザイン - 早瀬マサト（石森プロ）、野中剛・山田耕次・竹内一恵・小林大祐（PLEX）
- アンノウンデザイン - 出渕裕
- ESPシステムデザイン - 草彅琢仁
- 編集 - 長田直樹
- 助監督 - 鈴村展弘、木村繁仁、近藤信子
- アクション監督補 - 宮崎剛
- VFXスーパーバイザー - 沖満
- あかつき号特撮 - 佛田洋・尾上克郎（特撮研究所）
- 制作協力 - 東映テレビプロダクション
- アクション監督 - 山田一善
- スーパーバイザー - 小野寺章（石森プロ）
- プロデュース - 白倉伸一郎・武部直美・塚田英明（東映）、松田佐栄子（テレビ朝日）
- 製作 - 仮面ライダーアギト製作委員会（東映、東映アニメーション、テレビ朝日、東映ビデオ、アサツーディ・ケイ、東映エージエンシー、バンダイ）
- 監督 - 田﨑竜太
- 配給 - 東映[注釈 1]

## 音楽
劇伴BGMは「仮面ライダーアギト ミュージック&ソングコレクション（日本コロムビア COCX-31540）」に収録されている。
主題歌 - 「事件だッ!」
作詞・作曲 - トータス松本 / 編曲・歌 - ウルフルズ
東芝EMI TOCT-22180
挿入歌 - 「仮面ライダーAGITO 24.7 version」
作詞 - 藤林聖子 / 作曲・編曲 - 三宅一徳 / リミックス - 三宅一徳、鈴木浩之、篠笥孝 / 歌 - 石原慎一 / コーラス - 大木理紗
日本コロムビア COCX-31540

## 制作

### 企画経緯
2001年が仮面ライダー生誕30周年記念の年になることから、テレビシリーズ企画中の2000年秋ごろから劇場版の制作が検討され始め、第1話放送の翌日に正式に制作が決定した。
まずタイトルが先に決められ、そこから膨らませる形で内容が創られていった。「ESPクイズ」は、本作品の打ち合わせ中にプロデューサーの白倉伸一郎へ送られてきた迷惑メールが元になっている。
クライマックスは映画公開までシークレット扱いとなっており、脚本も分冊化してシャイニングフォーム登場以降はごく一部の関係者にしか配布されないなど徹底されていた。

## 映像ソフト化
- 正義の味方を造る者たち 劇場版 仮面ライダーアギト PROJECT G4 メイキング（DVD1枚組、2001年10月21日発売）
  - 撮影風景、スタッフ、キャストのインタビューを収録。
  - 初回限定特典
    - 特製トレーディングカード（3枚組）
- 劇場版 仮面ライダーアギト PROJECT G4 通常版（DVD1枚組、2002年2月21日発売）
  - 本編：劇場公開版本編を収録
  - 映像特典
    - 前夜祭
    - 初日舞台挨拶
    - メイキング外伝
    - 劇場予告
    - TVスポット

  - 初回限定特典
    - 特製トレーディングカード（3枚組）
- 劇場版 仮面ライダーアギト PROJECT G4 Blu-ray（1枚組、2009年5月21日発売）
  - 本編：劇場公開版本編を収録
  - 映像特典
    - 劇場予告
- 劇場版 仮面ライダーアギト PROJECT G4 ディレクターズカット版（DVD2枚組、2002年8月9日発売）
  - ディスク1：本編DVD（未公開エピソードや追加バトルシーンを約20分追加、CG修正、オープニング・エンディングタイトルを新規に制作の上、再編集した本編を収録）
    - 音声特典
      - オーディオコメンタリー（監督：田﨑竜太）

  - ディスク2：特典DVD
    - 正義の味方を造る者たち D.C.補完版
    - スーツアクター座談会
    - アギトアクション徹底分析
    - メインスタッフ座談会（監督：田﨑竜太×チーフ助監督：鈴村展弘×撮影カメラマン：松村文雄×プロデューサー：白倉伸一郎）
    - 劇場予告
    - D.C.スチール集
    - 白倉プロデューサー秘蔵フォトアルバム
- 仮面ライダーアギト THE MOVIE コンプリートBlu-ray（2枚組、2021年9月8日発売）
  - ディスク1：『劇場版 仮面ライダーアギト PROJECT G4』劇場公開版Blu-ray
    - 映像特典
      - 劇場予告

  - ディスク2：『劇場版 仮面ライダーアギト PROJECT G4』ディレクターズカット版Blu-ray
    - 音声特典
      - オーディオコメンタリー（監督：田﨑竜太 / DVD版と共通）

    - 映像特典
      - 正義の味方を造る者たち 劇場版 仮面ライダーアギト PROJECT G4 メイキング
      - 正義の味方を造る者たち 劇場版 仮面ライダーアギト PROJECT G4 メイキング D.C.補完版
      - スーツアクター座談会
      - アギトアクション徹底分析
      - メインスタッフ座談会（監督：田﨑竜太×チーフ助監督：鈴村展弘×撮影カメラマン：松村文雄×プロデューサー：白倉伸一郎）
      - 劇場予告
      - D.C.スチール集
      - 白倉プロデューサー秘蔵フォトアルバム

    - 封入特典
      - ブックレット（8P）

## 他媒体展開

### テレビシリーズ
『仮面ライダーアギト』
本作品のテレビシリーズ。前述の通り、「G4システム」という用語がオープニング中に登場。
『仮面ライダーディケイド』
アントロードと仮面ライダーG4が登場。
『仮面ライダージオウ』
EP44からEP46に仮面ライダーG4が登場。

### 他映画
『劇場版 仮面ライダーディケイド オールライダー対大ショッカー』（2009年8月8日公開）
『仮面ライダーディケイド』の映画作品。アントロードが登場。
『仮面ライダー×仮面ライダー×仮面ライダー THE MOVIE 超・電王トリロジー EPISODE YELLOW お宝DEエンド・パイレーツ』（2010年6月19日公開）
『仮面ライダーディケイド』と『仮面ライダー電王』の映画作品。仮面ライダーG4が登場。

### 小説
『S.I.C. HERO SAGA MASKED RIDER AGITΩ EDITION -PROJECT G1-』
著：早瀬マサト。本作品の後日譚にあたるジオラマ小説。